# 1591 w literaturze
Wydarzenia literackie w 1591 roku.

## Nowe książki
- polskie
  - Jan Achacy Kmita – O Anneaszu trojańskim księgi trzynaste